# جمعية كشافة بوروندي
جمعية كشافة بوروندي هي المنظمة الكشفية الوطنية في بوروندي، تأسست الجمعية في عام 1940، وأصبحت عضو في المنظمة العالمية للحركة الكشفية عام 1979. وشاركت الجمعية بالعديد من الأنشطة التعليمية ويبلغ عدد أعضاء الجمعية 6661 عضو اعتبارا من عام 2008.
يوجه البرنامج الكشفي لتلبية الاحتياجات الريفية من السكان والتي تشمل الزراعة وإزالة الغابات ومكافحة التآكل، وصحة القرى.

## روابط خارجية
جمعية كشافة بوروندي نسخة محفوظة 4 سبتمبر 2011 على موقع واي باك مشين.